# オストホーフェン
オストホーフェン (独: Osthofen)はドイツ連邦共和国 ラインラント＝プファルツ州アルツァイ＝ヴォルムス郡にある、連合自治体に所属しない市。
1970年10月24日に市に昇格した。